# باربرا توكمان
باربرا فيرتهايم توكمان (بالإنجليزية: Barbara Wertheim Tuchman) (/ˈtʌkmən/; في الفترة من 30 يناير 1912 حتى 6 فبراير 1989) كانت مؤرخة ومؤلفة أمريكية. اشتهرت على نطاق واسع لأول مرة عن عملها بنادق أغسطس (The Guns of August) (الذي عرف فيما بعد باسم أغسطس 1914)، وهو من الكتب الأكثر مبيعا عن تاريخ الفترة التمهيدية والشهر الأول من الحرب العالمية الأولى، التي فازت عنه بـ جائزة بوليتزر للأعمال الواقعية في عام 1963.
ركزت توكمان على كتابة التاريخ الشعبي. وتناولت من خلال أسلوبها الواضح والدرامي موضوعات متنوعة مثل القرن الرابع عشر والحرب العالمية الأولى وتمكنت من تحقيق أرقام مبيعات بالملايين.

## الحياة والعمل
كانت توكمان ابنة المصرفي موريس فيرتهايم (Maurice Wertheim). وهي أول ابنة عم لمحامي منطقة نيويورك روبرت إم مورغنثاو (Robert M. Morgenthau)، وبنت أخي هنري مورغنثاو، الابن (Henry Morgenthau, Jr.) وحفيدة هنري مورغنثاو الأب (Henry Morgenthau Sr.) ووودرو ويلسون (Woodrow Wilson) الذي شغل منصب سفير الولايات المتحدة في الإمبراطورية العثمانية. وقد حصلت على بكالوريوس الآداب من كلية رادكليف في عام 1933.
تزوجت توكمان من ليستر أر توكمان (Lester R. Tuchman)، وهو طبيب باطني وباحث طبي وأستاذ الطب السريري في مدرسة طب ماونت سيناي، في عام 1939; وأنجبا ثلاث بنات (إحداهن هي جيسيكا ماثيوز (Jessica Mathews)).
عملت من عام 1934 وحتى 1935 كمساعدة بحثية في معهد علاقات المحيط الهادئ في نيويورك وطوكيو، ثم بدأت عملها كصحفية قبل تحولها للكتابة. وعلى المستوى الصحفي، عملت مساعدة لرئيس تحرير مجلة ذا نيشن (The Nation) ومراسلة أمريكية لجريدة نيو ستيتسمان (New Statesman) في لندن ومكتب أخبار الشرق الأقصى ومكتب المعلومات الحربية (1944–1945).
شغلت توكمان منصب الوصي على كلية رادكليف وعملت محاضرة في جامعة هارفارد وجامعة كاليفورنيا والكلية الحربية البحرية الأمريكية. وقد أطلق اسمها على أحد أبراج كوريير هاوسن، وهو قسم سكني في كلية هارفارد تكريمًا لها.

## قانون توكمان
نادرًا ما يظهر حجم الكوارث مثلما يظهر في الروايات المسجلة. فحقيقة وجود هذه الكوارث في الروايات المسجلة تجعلها تظهر باستمرار وتتواجد في كل مكان بينما قد تكون في الواقع مشتتة في الزمان والمكان. وبجانب ذلك، عادة ما يكون الاستمرار الطبيعي أكبر بكثير من تأثير الاضطراب، مثلما تعرف من العصور التي نعيش بها. فبعد مشاهدة الأخبار، يتوقع الإنسان أن يرى العالم مليئًا بالإضرابات والجرائم وانقطاع التيارات الكهربائية وانهيار مواسير المياه الأساسية والقطارات المعطلة والمدارس المغلقة وقطاع الطرق ومدمني المخدرات والنازيين الجدد والخارجين على القانون. والحقيقة أن المرء يعود إلى منزله في المساء -- في يوم سعيد-- دون أن تواجهه أكثر من واحدة أو اثنتين من تلك الظواهر. لذا راودتني هذه الفكرة لصياغة قانون توكمان كما يلي: «إن حقيقة أن الإنسان متلقٍ للأخبار تضاعف من المدى الظاهري لأي تطورات غير سعيدة من خمسة إلى عشرة أضعاف» (أو أي رقم يبدو صحيحًا للقارئ).

## الجوائز والأوسمة
فازت توكمان مرتين بـ جائزة بوليتزر للأعمال الواقعية، الأولى كانت عن عملها بنادق أغسطس في عام 1963, والأخرى عن عملها ستيلويل والتجربة الأميركية في الصين, 1911-45 (Stilwell and the American Experience in China, 1911-45) في عام 1972.
وفازت أيضًا بـ جائزة الكتاب الوطني الأمريكية في التاريخ
عن النسخة الأولى ذات الغلاف الورقي من كتابها المرآة البعيدة في عام 1980.
كذلك، في عام 1980 اختارت مؤسسة المنحة الوطنية للعلوم الإنسانية (مؤسسة المنحة الوطنية للعلوم الإنسانية) توكمان لـ محاضرة جيفرسون، ومنحتها الدرجة الشرفية العليا من الحكومة الفيدرالية للولايات المتحدة للإنجازات في العلوم الإنسانية. وكانت محاضرة توكمان بعنوان «لحظات أفضل للبشرية».

## النقد
في عام 1985 ذكرت مجلة ساتردي ريفيو (Saturday Review) أنها تعد من أكثر «الأشخاص الموهوبين في الفنون والآداب الأمريكية»، وعلقت بقولها «على مدى سنوات [قامت بالتحول من] كتابة التاريخ كدرس أخلاقي إلى كتابة الدروس الأخلاقية كتاريخ.»

## المطبوعات

### الكتب
- السياسة البريطانية المفقودة: بريطانيا وإسبانيا منذ عام 1700 (The Lost British Policy: Britain and Spain Since 1700) (عام 1938)
- الإنجيل والسيف: إنجلترا وفلسطين منذ العصر البرونزي حتى بلفور (Bible and Sword: England and Palestine from the Bronze Age to Balfour) (عام 1956)
- برقية زيمرمان (The Zimmermann Telegram) (عام 1958) — برقية زيمرمان هي الحدث الأساسي الذي وقع في بداية عام 1917 بمشاركة ألمانيا والمكسيك التي أثارت غضب الولايات المتحدة لتدخل الحرب العالمية الأولى.
- بنادق أغسطس (1962) الذي يوضح بالتفصيل القرارات والإجراءات العسكرية التي حدثت وأدت إلى الشهر الأول من الحرب العالمية الأولى. وهذا هو الكتاب الذي وطد سمعتها. وفي أثناء أزمة صواريخ كوبا، أشار جون فيتزجيرالد كينيدي على اللجنة التنفيذية لمجلس الأمن الوطني بقراءة هذا الكتاب. وطُبع هذا الكتاب عدة مرات في ثمانينيات القرن العشرين بعنوان أغسطس عام 1914.
- برج الكبرياء: بورتريه للعالم قبل الحرب, من 1890 حتى 1914 (The Proud Tower: A Portrait of the World Before the War, 1890–1914) (عام 1966) — يتناول قصة الصعود المتذبذب لـ الإمبريالية الأمريكية والاغتيالات الفوضوية والاشتراكية والشيوعية وموضوع انتقال السلطة في أوروبا وأمريكا الشمالية في القرن التاسع عشر.
- ستيلويل والتجربة الأميركية في الصين,1911-45 (1970) — سيرة ذاتية لـ جوزف ستيلويل.
- ملاحظات من الصين (Notes from China) (عام 1972) (حول زيارة توكمان للصين)
- مرآة بعيدة:القرن الرابع عشر الماسأوي (A Distant Mirror: The Calamitous Fourteenth Century) (عام 1978) — يتناول الحقبة الزمنية من عام 1340 وحتى عام 1400 من خلال الرؤى السياسية والعسكرية والاجتماعية حيث تتخذ من النبيل أنغويراند السابع دي كوتشي (Enguerrand VII de Coucy) شخصيتها المركزية. وكانت موضوعات هذا الكتاب تتضمن حماقة الفروسية ومأساة الحرب.
- ممارسة التاريخ (Practicing History) (عام 1981) — مقالات مختارة نشرت في الفترة من 1935 حتى 1981، عن الكتابة التاريخية والطموح السياسي وأهمية قراءة التاريخ.
- مسيرة الحمقى: من طروادة إلى فيتنام  (The March of Folly: From Troy to Vietnam) (عام 1984) — نظرة للمحاولات التاريخية للحكومات التي تتبع سياسات تتعارض بوضوح مع مصالحها الخاصة. بالإضافة إلى الحدثين التاريخيين المشار إليهما في العنوان، وهما مشاورات الكنيسة الكاثوليكية في أواخر عصر النهضة التي دعت إلى التمرد على البروتستانتية وتحريض بريطانيا العظمى للأمريكيين على التمرد.
- التحية الأولى: إطلالة على الثورة الأمريكية (The First Salute: A View of the American Revolution) (عام 1988). (يشير العنوان إلى "حادثة علم" سانت اوستاتيوس في 16 نوفمبر 1776.)

### أعمال أخرى
- الأمن الأمريكي في ثمانينيات القرن العشرين (America's Security in the 1980s) (عام 1982) — التقط الصور لورانس مارتن لكتاب كريستوفر برترام.[13]
- الكتاب: المحاضرة التي ألقيت في 17 أكتوبر 1979 بدعم من مركز الكتاب في مكتبة الكونغرس واتحاد المؤلفين الأمريكيين (1980)[14]

## وصلات خارجية
- باربرا توكمان على موقع IMDb (الإنجليزية)
- باربرا توكمان على موقع الموسوعة البريطانية (الإنجليزية)
- باربرا توكمان على موقع مونزينجر (الألمانية)
- باربرا توكمان على موقع ميوزك برينز (الإنجليزية)
- باربرا توكمان على موقع إن إن دي بي (الإنجليزية)

- TV interview with Bill Moyers Sept. 30, 1988
- Biography on Kirjasto
- Author's entry on The MacDowell Colony
- Biography on The Jewish Virtual Library
- Bibliographical list on GoogleBooks
- Entry on Distinguished Women